# Macrosoma bahiata
Macrosoma bahiata một loài bướm được mô tả bởi Rudolf Felder và Alois Friedrich Rogenhofer năm 1875, thuộc họ Hedylidae. Loài này ban đầu được đặt trong chi Phellinodes. Malcolm J. Scoble chuyển nó xang chi Macrosoma năm 1986.

## Phân bố
M. bahiata được tìm thấy ở Đông Mexico, Quintana Roo qua Trung Mỹ tới Lima, Peru và về phía đông đến Belém, Bahia, và Brasil.